# Plovan
Plovan (französisch und bretonisch) ist eine französische Gemeinde des Départements Finistère in der Region Bretagne. Administrativ ist sie dem Kanton Plonéour-Lanvern und dem Arrondissement Quimper zugeteilt.

## Geografie
Der Ort mit 682 Einwohnern (Stand 1. Januar 2022) befindet sich im Südwesten der Bretagne an der Atlantikküste.
Quimper liegt 21 Kilometer nordöstlich und Brest 54 Kilometer nördlich.
Bei Quimper befinden sich die nächsten Abfahrten an der Schnellstraße E 60 (Brest–Nantes) und ein Regionalbahnhof an der überwiegend parallel verlaufenden Bahnlinie.
Der Bahnhof von Brest ist Endpunkt des TGV Atlantique nach Paris und die Flughäfen Aéroport de Brest Bretagne nahe Brest und Aéroport de Lorient Bretagne Sud bei Lorient sind die nächsten Regionalflughäfen.
Die Landstraße D2 durchläuft die Gemeinde von Nordwest nach Südwest. In der Nachbarschaft dieser Gemeinde liegt nördlich die größere Ortschaft Pouldreuzic mit 2051 Einwohnern (Stand 1. Januar 2011) und südlich die fast gleich große Ortschaft Tréogat mit 546 Einwohnern (Stand 1. Januar 2011).

## Bevölkerungsentwicklung
| Jahr                       | 1962 | 1968 | 1975 | 1982 | 1990 | 1999 | 2006 | 2017 |
| Einwohner                  | 1020 | 893  | 783  | 720  | 648  | 607  | 667  | 682  |
| Quellen: Cassini und INSEE |      |      |      |      |      |      |      |      |

## Kirche St-Gorgon
Der für die kleine abgelegene Gemeinde Plovan erstaunliche Kirchenbau St-Gorgon entstand im 13. Jahrhundert. Mit seinen romanischen Säulen, seinen großen halbrunden drei gotischen Bögen im Norden und seinen drei romanischen Bögen im Süden spiegelt er den Stil von Pont-Croix. Der gotische Turm wurde erst 1520 errichtet. Die späteren Restaurierungen der Apsis und die Wände der Gänge hinterließen sichtbare Spalten. Der Altar mit Statuen von St. Herbot, des Heiligen Gorgon, Patron der Pfarrei, wird flankiert von Statuen von St. Eloy und St. Kidou, die in Frankreich als die St. Veits bekannt sind. Sie stammen aus dem 17. Jahrhundert. Die große Zahl von Statuen in dieser kleinen Kirche, resultiert aus dem Verfall der nahegelegenen Kapelle Languidou, die im späten 18. Jahrhundert verfiel.

### Kirchenpatron Saint Gorgon
Die Kirche Saint Gorgon ist dem heiligen Gorgon oder Gorgonius gewidmet. Er war ein Märtyrer der römischen Ära unter Kaiser Diokletian. Als Offizier dieses Kaisers konvertierte er zum Christentum. Er soll sich, wie sein Freund Dorothy Nikomedia, geweigert haben seinem Glauben abzuschwören. Daher wurden beide im vierten Jahrhundert zu Tode gefoltert. Zunächst in Rom in der Nekropole „Seit zwei Lorbeeren“ beigesetzt, wurde er ca. 350 Jahre später 766 als Reliquie nach Metz gebracht. Die Kirche Saint Gorgon in Metz wurde bereits 1788 niedergelegt um Neubauten Platz zu schaffen. Saint Gorgon wird am 9. September gefeiert und mit Wallfahrten geehrt. Mehrere französische Städte benannten sich nach Saint-Gorgon. Auch Kirchen wurden nach ihm benannt, wie Metz, Varangéville (Meurthe-et-Moselle), Richemond (Lorraine) und Plovan (Finistère).

## Sehenswürdigkeiten
Siehe auch: Liste der Monuments historiques in Plovan
- Die Chapelle de Languidou ist eine bedeutende romanische Ruine aus dem 12. Jahrhundert.

- Im Jahre 1876 wurde der Tumulus von Crugon, in Renongar, nördlich von Plovan von Paul du Chatellier ausgegraben.

Gemeinde Plovan
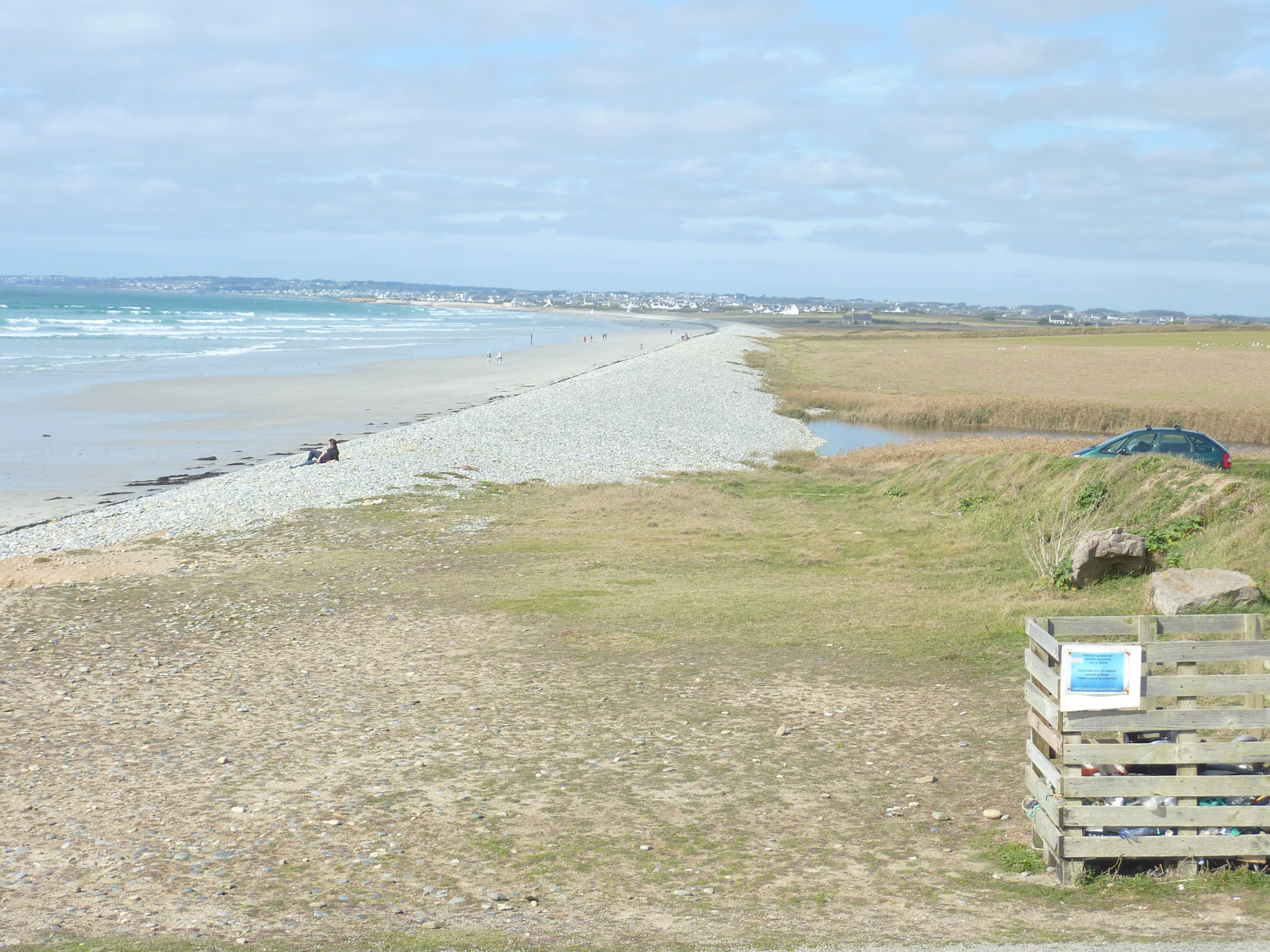
Küstenbereich der Gemeinde Plovan
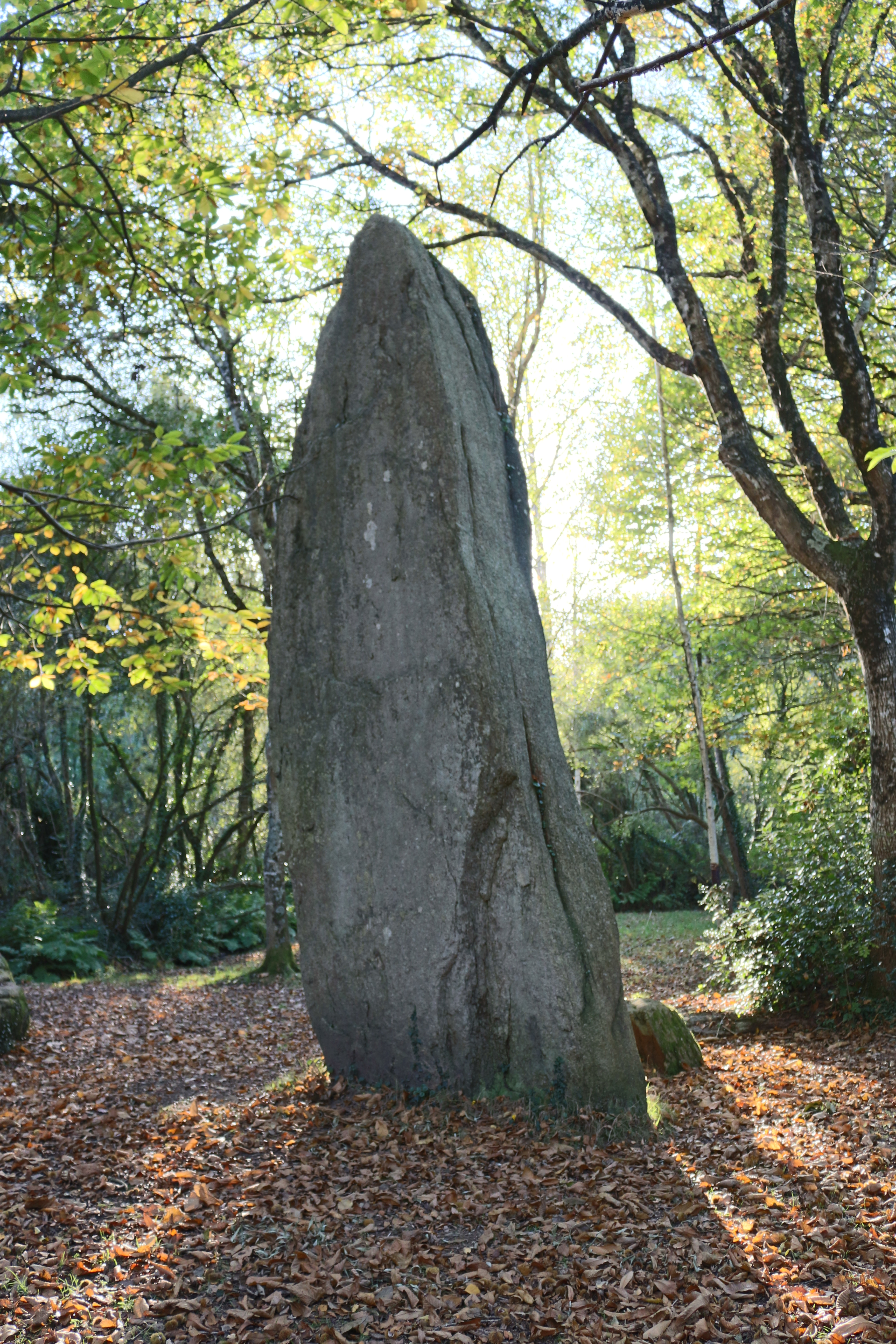
Menhir Lespurit-Ellen
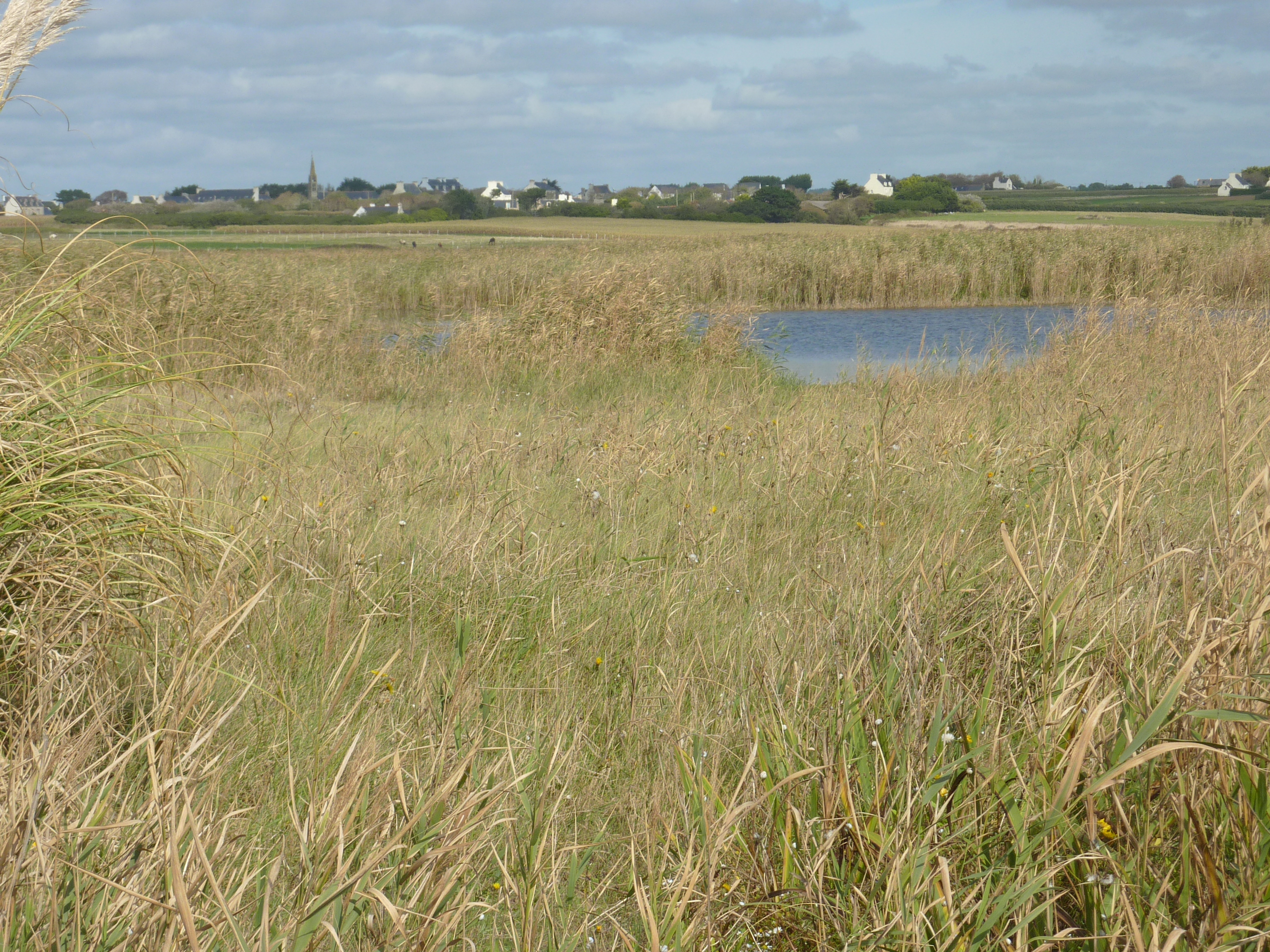
Blick auf die Gemeinde Plovan
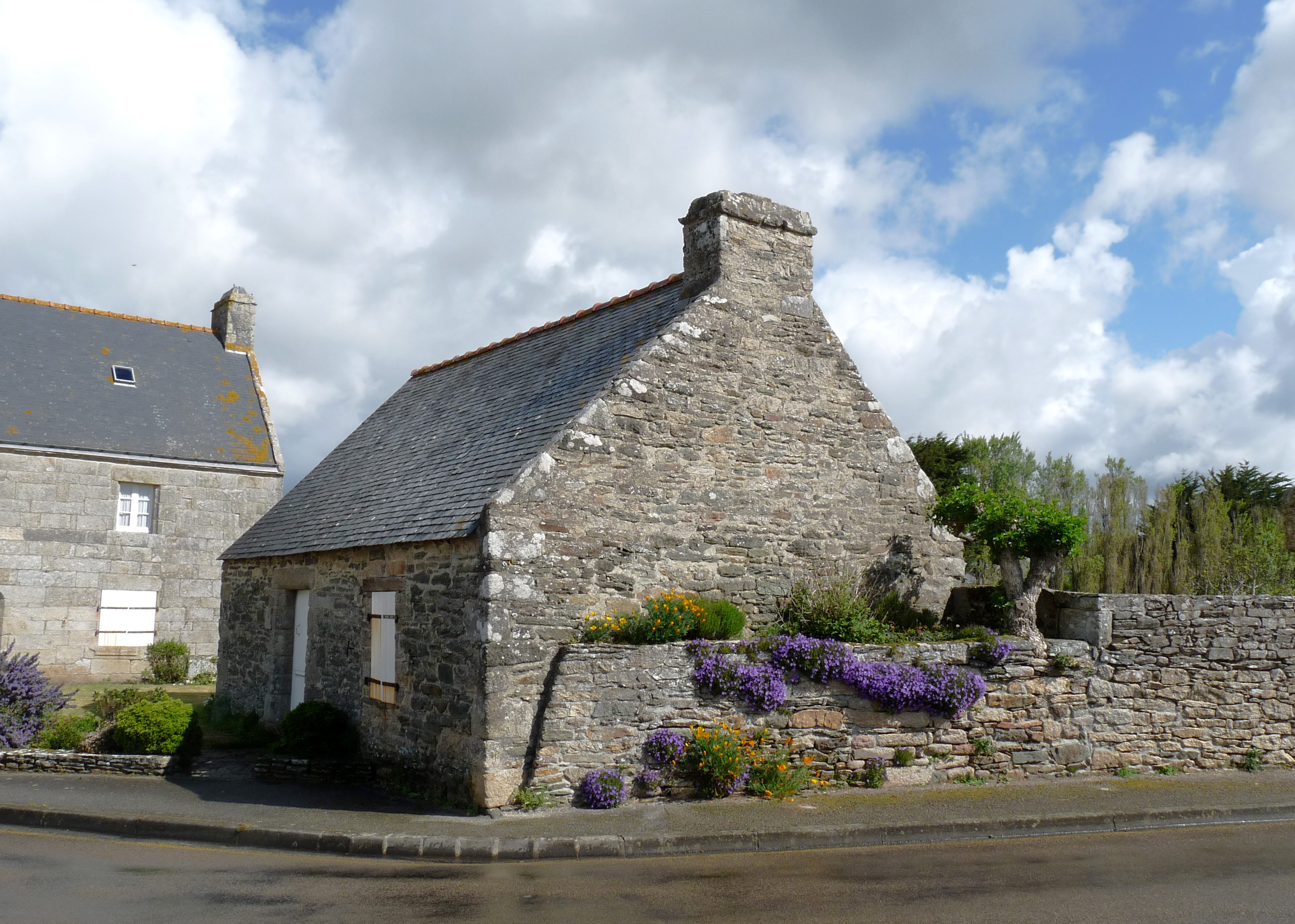
Historisches Steinhaus in Plovan
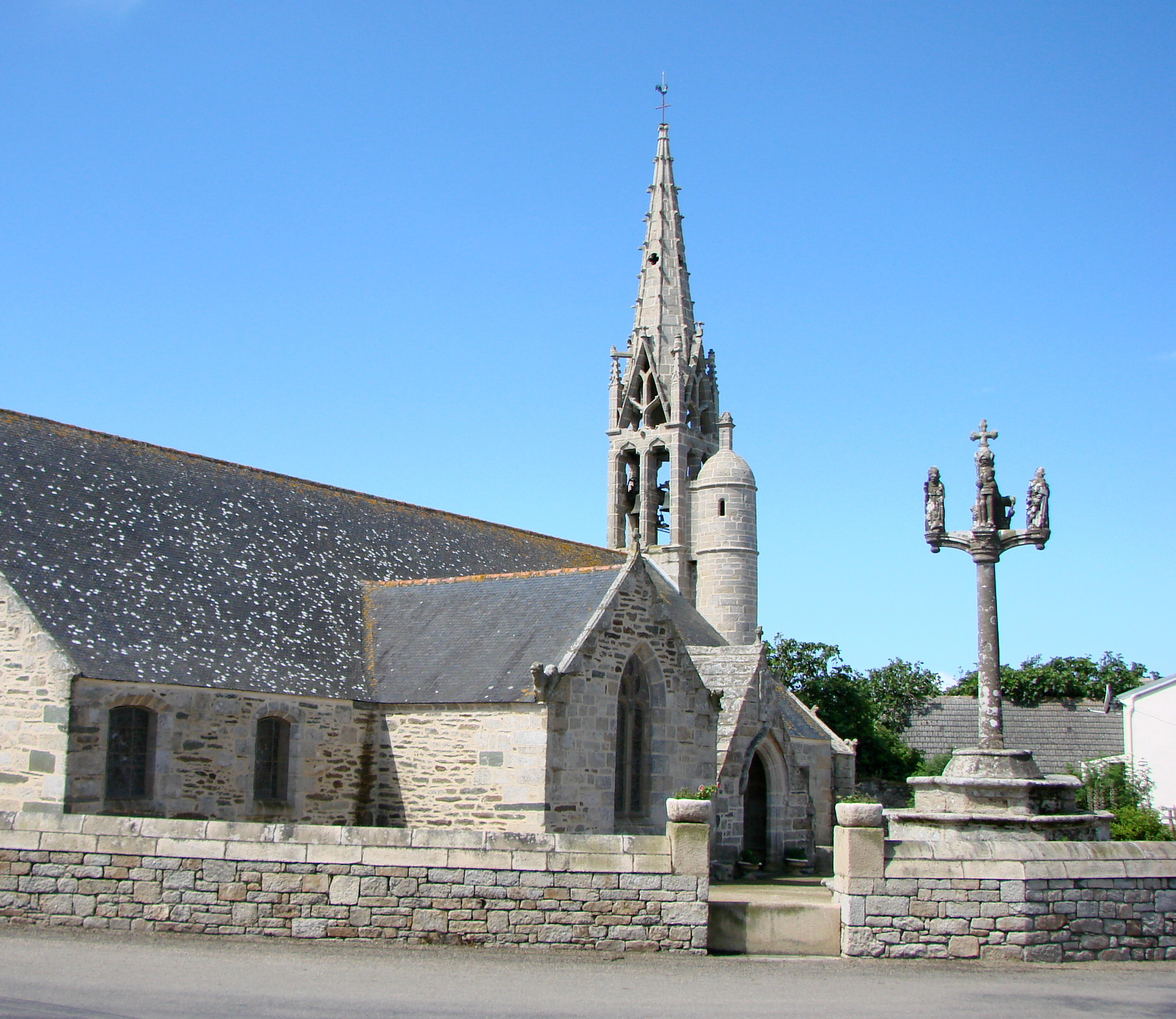
Église Saint Gorgon, Kirche und Kalvarienberg in Plovan
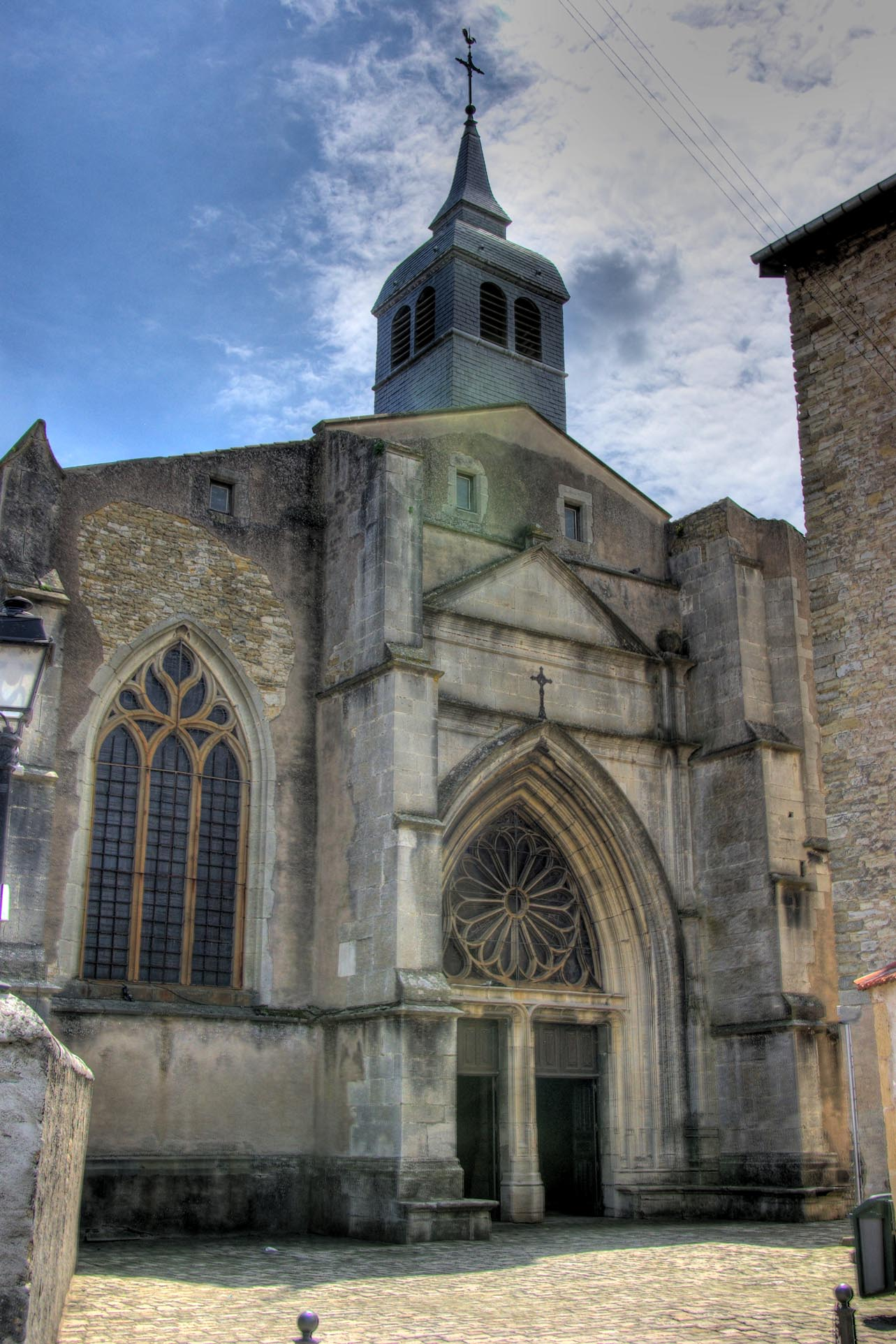
Église Saint Gorgon de Varangéville (Meurthe-et-Moselle)
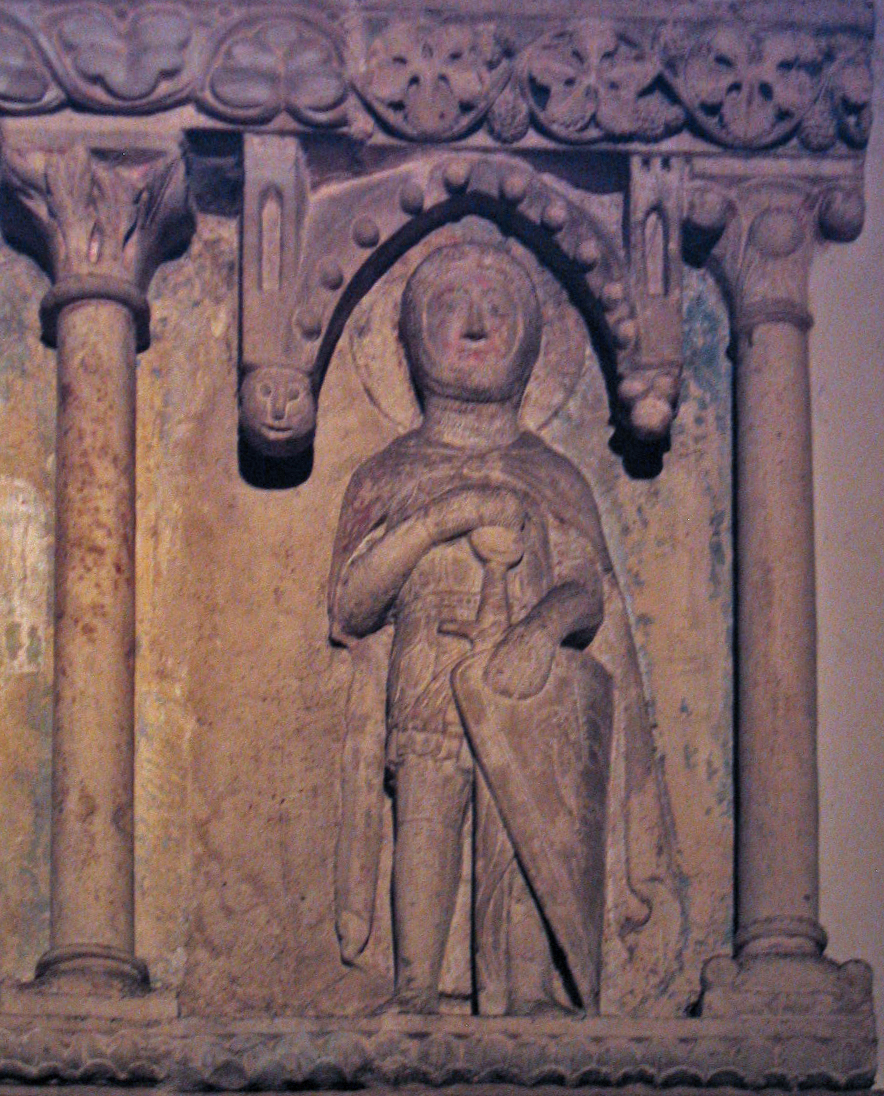
Relief des hl. Gorgonius im Mindener Dom
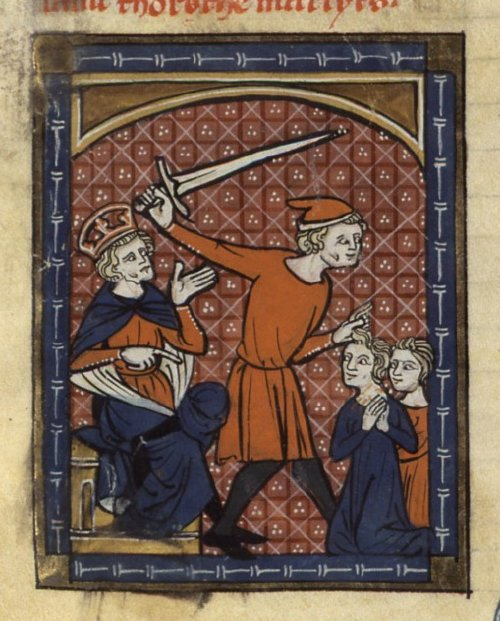
Gemälde der Köpfung des Gorgon, 17. Jahrhundert
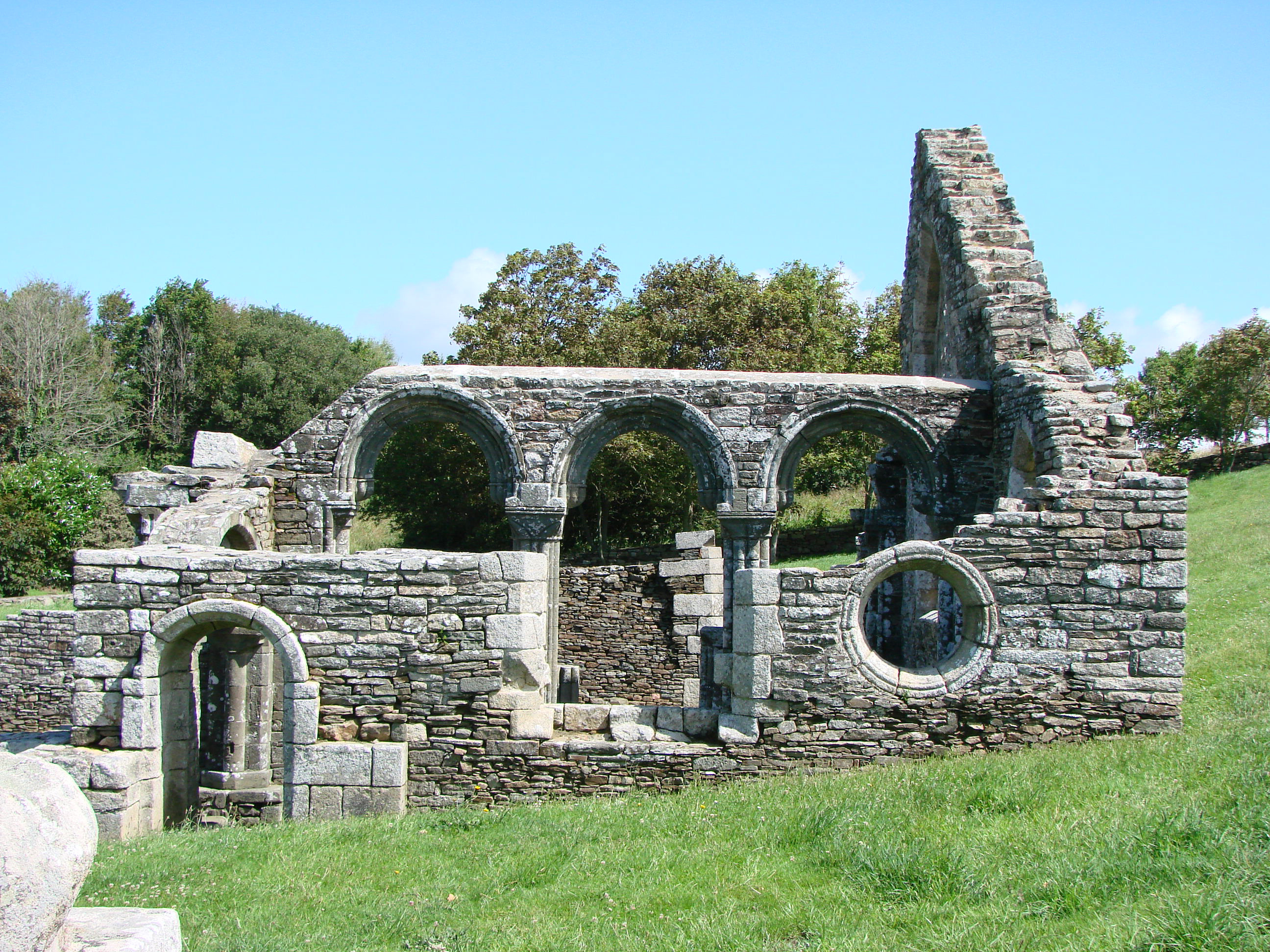
Chapelle de Languidou in der Gemeinde Plovan
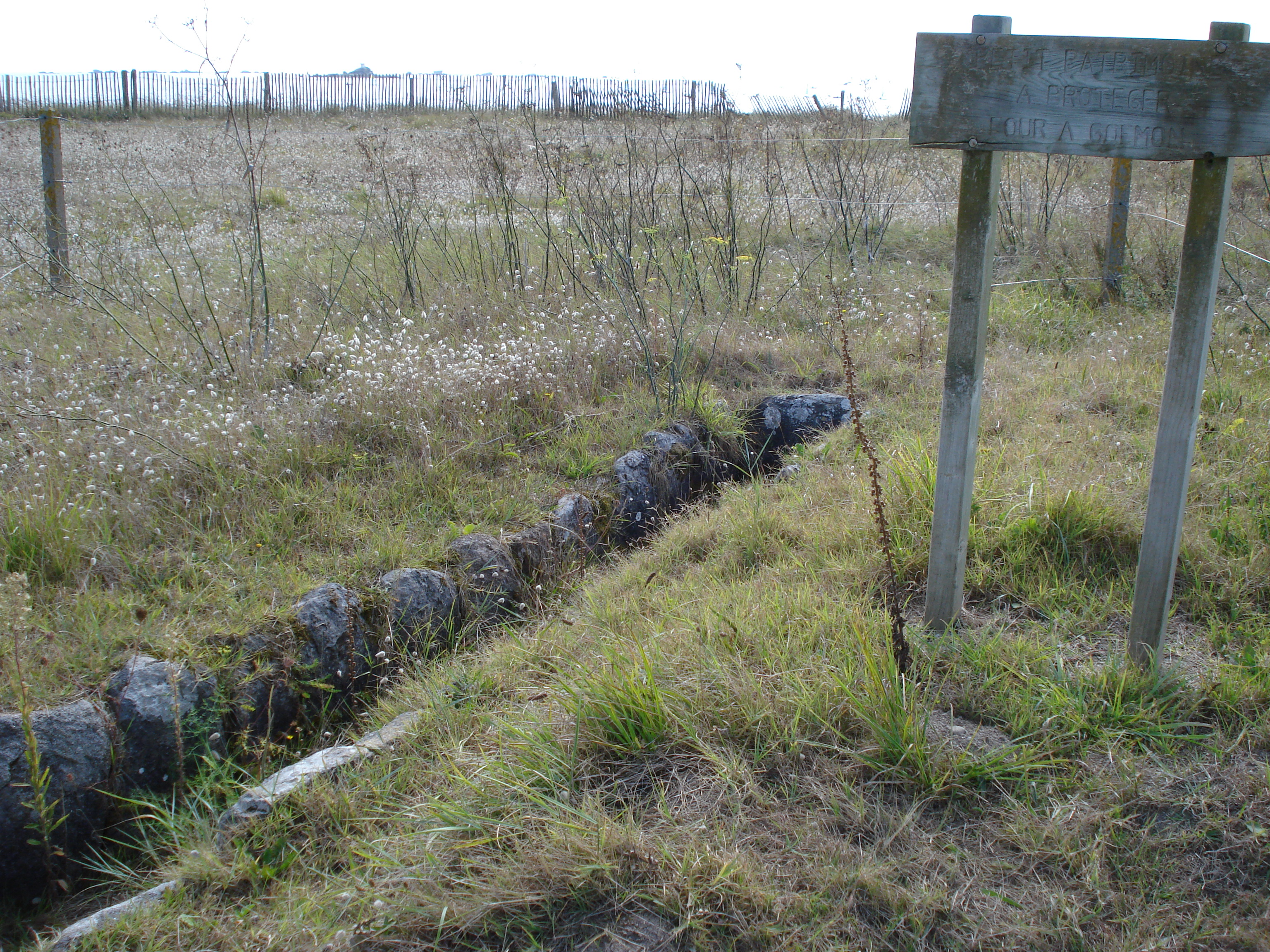
Four à goémon – historischer Erdofen zur Herstellung von Soda in Plovan